# ʻUtui
ʻUtui ist ein Ort in der Inselgruppe Vavaʻu im Norden des pazifischen Königreichs Tonga. Er hat 307 Einwohner (Stand 2021).

## Geographie
Der Ort liegt nordwestlich des Hauptorts Neiafu an der Küste der Hauptinsel zwischen verschiedenen Buchten und der Insel Tulie.
Im Ort gibt es Kirchen der „Church of Jesus Christ of Latter-day Saints“ und der „Christian Outreach Church of Vavaʻu“.

## Klima
Das Klima ist tropisch heiß, wird jedoch von ständig wehenden Winden gemäßigt. Ebenso wie die anderen Orte der Vavaʻu-Gruppe wird ʻUtui gelegentlich von Zyklonen heimgesucht.